# TIE Fantasma
El TIE Fantasma es un prototipo de caza TIE modificado a partir del caza de asalto V38. Equipado con una novedosa tecnología que nunca antes se había visto, un dispositivo de ocultación stygium.

## Características
El dispositivo de ocultación del TIE Fantasma utiliza cristales stygium y puede volverse invisible excepto en el momento de disparar, pudiendo causar efectivos ataques sorpresa. Una vez su dispositivo está activado, el Fantasma no puede ser localizado por radares excepto por los de otro TIE Fantasma. Está equipado con tres cañones láser montados en sus alas y dos montados en su cabina. Requiere dos pilotos. Para dotarlo de resistencia, el Fantasma también tiene un hipermotor y un generador de escudos.
Estas naves son empleadas en escuadrones pequeños de guerrilla en vez de grandes escuadrones. Aunque son muy eficaces en batallas a pequeña escala o persecuciones, en batallas a gran escala son mucho menos útiles porque es muy posible que los propios cazas TIE aliados impacten contra los Fantasma.

## Historia
El TIE Fantasma fue invención del Gran Almirante Martio Batch tras el desarrollo del dispositivo de ocultación basado en hibridium del Infiltrador Sith de Darth Maul. Tras recoger múltiples cristales Stygium, Batch estaba preparado para crear su nueva invención.
El  TIE Fantasma es una versión muy modificada del caza de asalto V38. Tras las pruebas preliminares completadas, Darth Vader se hizo cargo del proyecto y ordenó una producción a gran escala de los fantasmas. El primero de los escuadrones fue el Escuadrón Sigma.
El TIE Fantasma surgió después de que la Alianza Rebelde empezó a utilizar Alas-B. En su primera prueba, destruyeron tres Ala-X en una demostración. El carguero YT-1300 Estrella Corelliana descubrió el proyecto y fue capturado en Dreighton mientras intentaba volver a la flota rebelde.
Dos Ala-B fueron enviados para investigar, pero los Fantasmas aparecieron y derribaron a Kirby, el líder. "Novato Uno", sin embargo, sobrevivió. Cuando los rebeldes atacaron la facilidad minera del cinturón de asteroides de Arah, los TIE Fantasmas destruyeron dos de los tres Ala-X del escuadrón Rascal, siendo, de nuevo, "Novato Uno" el superviviente.
Cuando "Novato Uno" volvió a la base rebelde, el almirante Ackbar decidió lanzar una operación para destruir el Destructor Estelar clase Ejecutor Terror bajo el mando del Almirante Sarn, la nave fábrica de los TIE Fantasma. "Novato Uno" y Ru Murleen fueron capaces de robar un TIE Fantasma y destruir el Terror, al igual que la planta de investigación en Imdaar Alfa. Darth Vader, que se encontraba supervisando personalmente el Terror, pudo escapar en su caza antes de la destrucción de la nave.
Los Fantasmas robados volvían a la base rebelde, pero los TIE Fantasmas activaron un mecanismo de autodestrucción al depender del Terror, impidiendo a la Alianza copiar su tecnología.
Por suerte para la flota imperial, Batch tenía aún TIEs Fantasmas en su propia flota, por lo que pudieron ser empleados en el final de la guerra.
- Datos: Q9081232